# Hakan Çevik (Fußballspieler)
Hakan Çevik (* 24. Oktober 1988 in Bolu) ist ein türkischer Fußballspieler, der derzeit für Giresunspor spielt.

## Karriere
Çevik begann mit dem Vereinsfußball in der Jugend von Yeniçağa SK und wechselte 2002 in die Jugend von Kocaelispor. Im Sommer 2006 erhielt er hier einen Profivertrag, spielte aber weiterhin ausschließlich für die Reservemannschaft. Zum Saisonende wechselte er zu Bilecikspor. Hier spielte er zwei Spieljahre lang und spielte anschließend der Reihe nach für Çanakkale Dardanelspor, Şanlıurfaspor und Bozüyükspor.
Zum Sommer 2012 wechselte er zum Zweitligisten TKİ Tavşanlı Linyitspor. Nachdem Linyitspor im Sommer 2014 den Klassenerhalt verfehlt hatte, wechselte Çevik zu Giresunspor. Im Januar 2015 wechselte er zu Gümüşhanespor.